# NGC 787
NGC 787 (другие обозначения — MCG -2-6-15, PGC 7632) — спиральная галактика (Sb) в созвездии Кит. Открыта Кристианом Петерсом в 1865 году. Описание Дрейера: «очень тусклый, маленький объект».
Этот объект входит в число перечисленных в оригинальной редакции «Нового общего каталога».